# 球果乳香树
球果乳香树是橄榄科乳香树属植物，原产於索马里北部。

## 外部連結
- 维基共享资源上的相關多媒體資源：球果乳香树
- 維基物種上的相關：球果乳香树